# Obigarm
Obigarm (tadż.  Обигарм) – osiedle typu miejskiego w Tadżykistanie (wilajet Administrowany Centralnie). Według danych szacunkowych na rok 2007 liczy 10 326 mieszkańców